# Landgericht Gersfeld

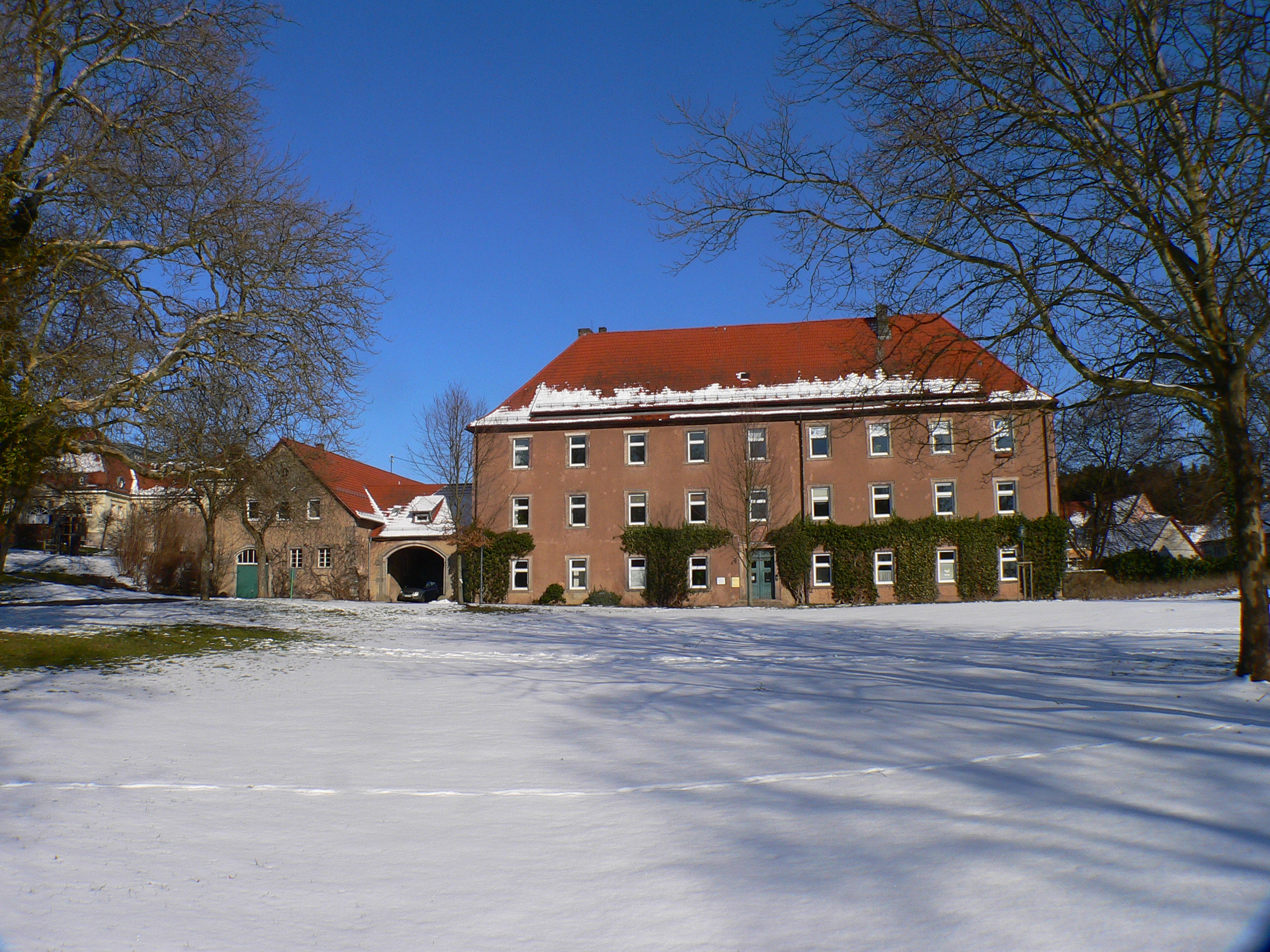
Mittleres Schloss; bis 1866 Sitz des bayerischen Landgerichts

Das Landgericht Gersfeld war ein von 1816 bis 1866 bestehendes bayerisches Landgericht älterer Ordnung mit Sitz in Gersfeld (Rhön). Die Landgerichte waren im Königreich Bayern Gerichts- und Verwaltungsbehörden, die 1862 in administrativer Hinsicht von den Bezirksämtern und 1879 in juristischer Hinsicht von den Amtsgerichten abgelöst wurden.
Die Herrschaft Gersfeld kam 1816 zum Königreich Bayern. Im Friedensvertrag zwischen dem König von Preußen und dem König von Bayern, der am 22. August 1866 in Berlin abgeschlossen wurde, trat Bayern die Bezirke Gersfeld und Orb an Preußen ab, das beide wenig später in seine neue Provinz Hessen-Nassau eingliederte. Gersfeld wurde Kreisstadt des neuen Kreises Gersfeld.